# Fase española de la Copa de las Regiones UEFA 2001-02
La Fase española de la Copa de las Regiones UEFA 2001-02 fue la tercera edición del campeonato que sirve para definir el representante de España a la Copa de las Regiones de la UEFA, donde el campeón participa en la edición de 2003.

## Primera fase

### Grupo A (Valencia)
| Galicia      | Cantabria | 1-1 |
| C.Valenciana | Canarias  | 1-0 |
| C.Valenciana | Galicia   | 1-1 |
| Canarias     | Cantabria | 0-1 |

Se clasifica: Cantabria

### Grupo B (Extremadura)
| Melilla         | Extremadura     | 1-2 |
| Castilla y León | Madrid          | 1-3 |
| Extremadura     | Castilla y León | 0-0 |
| Melilla         | Madrid          | 0-2 |

Se clasifica: Madrid

### Grupo C (Murcia)
| Castilla-La Mancha | Murcia   | 1-3 |
| Castilla-La Mancha | La Rioja | 2-0 |
| Murcia             | La Rioja | 1-0 |

Se clasifica: Murcia

### Grupo D (Andalucía)
| Andalucía | Aragón    | 3-0 |
| Aragón    | Asturias  | 1-2 |
| Asturias  | Andalucía | 1-0 |

Se clasifica: Asturias

### Grupo E (Cataluña)
| Baleares   | Cataluña   | 1-0 |
| País Vasco | Baleares   | 3-0 |
| Cataluña   | País Vasco | 1-4 |

Se clasifica: País Vasco

## Fase intermedia
| Cantabria  | País Vasco | 2-1 |
| País Vasco | Cantabria  | 1-0 |

## Fase final

### Semifinales
| 29 de marzo de 2002                  | País Vasco | 0-0 (4-3) | Murcia | El Val, Alcalá de Henares |  |
| País Vasco se clasifica por penaltis |            |           |        |                           |  |

| 29 de marzo de 2002 | Asturias | 2-1 | Madrid | El Val, Alcalá de Henares |  |

### Final
| 31 de marzo de 2002             | País Vasco | 0-0 (2-4) | Asturias | El Val, Alcalá de Henares |  |
| Asturias vence por penaltis 4-2 |            |           |          |                           |  |